# Gummarith
Gummarith (en latin : Gummarit(h)us ; en italien : Gummarito) ou Gunderith (en latin : Gunderit(h)us ; en italien : Gunderito) est un chef lombard du VIe siècle, fondateur en 576 du duché de Tuscie (it) dont la capitale était Lucques.

## Histoire
Lors de la « période des ducs » (574–584), il envahit la Tuscie et parvient à s'emparer de Lucques et de Populonia, provoquant notamment la fuite de saint Cerbonius (en) qui part se réfugier à l'île d'Elbe. Gummarith fait ensuite la conquête de la Maremme, de la Lunigiana et de la Garfagnana, et constitue un petit duché lombard (it) avec Lucques pour capitale.
Grégoire le Grand, qui le cite brièvement dans ses Dialogues, le qualifie de « très cruel duc lombard » (Langobardorum dux crudelissimus).
Gummarith meurt vers 585 ; il a pour successeur Walfred,.